# Mós (Vila Nova de Foz Coa)
Mós (antes designada por São Pedro de Mós) é uma povoação portuguesa do Município de Vila Nova de Foz Coa que foi sede da extinta Freguesia de Mós, freguesia que tinha 13,08 km² de área e 190 habitantes (2011), e, por isso, uma densidade populacional de 14,5 hab/km².
A Freguesia de Mós foi extinta pela reorganização administrativa de 2012/2013, sendo o seu território integrado na Freguesia de Vila Nova de Foz Coa.
Até 1853, pertenceu ao antigo concelho de Freixo de Numão que pertencia ao Distrito da Guarda e à antiga província de Trás-os-Montes e Alto Douro.
O seu território situa-se a cerca de 5 quilómetros da margem esquerda do Rio Douro, a 9 km da sede do município e a 90 km da Guarda. As povoações mais próximas são Murça, Santo Amaro, Seixas e Freixo de Numão. Era composta, além da sede, pelos lugares de Valmampaz, Freixo-Mós e Fontaínhas. 
Mós está localizada num vale, voltada a Sul a meia encosta nas bases dos Montes de Santa Bárbara, Portela e Pombeira.

## População
| População da Freguesia de Mós | População da Freguesia de Mós | População da Freguesia de Mós | População da Freguesia de Mós | População da Freguesia de Mós | População da Freguesia de Mós | População da Freguesia de Mós | População da Freguesia de Mós | População da Freguesia de Mós | População da Freguesia de Mós | População da Freguesia de Mós | População da Freguesia de Mós | População da Freguesia de Mós | População da Freguesia de Mós | População da Freguesia de Mós |
| ----------------------------- | ----------------------------- | ----------------------------- | ----------------------------- | ----------------------------- | ----------------------------- | ----------------------------- | ----------------------------- | ----------------------------- | ----------------------------- | ----------------------------- | ----------------------------- | ----------------------------- | ----------------------------- | ----------------------------- |
| 1864                          | 1878                          | 1890                          | 1900                          | 1911                          | 1920                          | 1930                          | 1940                          | 1950                          | 1960                          | 1970                          | 1981                          | 1991                          | 2001                          | 2011                          |
| 434                           | 504                           | 586                           | 601                           | 697                           | 698                           | 757                           | 723                           | 714                           | 656                           | 457                           | 403                           | 309                           | 241                           | 190                           |

Por idades em 2001 e 2021

| 0-14 anos | 15-24 anos | 25-64 anos | 65 e + anos |
| 31\| 13   | 25\| 15    | 106\| 80   | 79\| 82     |

## Características climáticas
O Inverno é extremamente rigoroso e seco. As geadas dos meses de novembro, dezembro e janeiro são dos maiores flagelos, que danificam as lavouras e árvores de fruto. Mas a povoação fica abrigada dos temporais, devido à cortina montanhosa que protege dos ventos do Norte. Nos meses de maio, junho e julho o excesso de chuvas, fora de tempo, é tão prejudicial como a sua falta bem como os estragos causados pelas trovoadas.

## Origem etimológica
Segundo parece provável, o termo "MÓS" provém do vocábulo latino "MOLAS" com o significado de moer, tendo sofrido as modificações fonéticas de síncope, assimilação e crase, a partir de sua origem latina "MOLAS".
Encontra-se nesta mesma forma latina, na sua origem, aplicada à freguesia de Mós do concelho de Vila Nova de Foz Coa no foral de D. Afonso Henriques.

## Coletividades
- Associação de Cultura e Recreio "As Mós"
- Centro Social Paroquial

## Festividades
- Nª Srª da Soledade - 3º Domingo de Setembro

## História
Mós ou As Mós, como também é conhecida, foi a sede de uma freguesia do município de Vila Nova de Foz Coa e pertencente ao Distrito da Guarda. É uma aldeia característica do Douro Superior, situada a 300 metros de altitude, num vale encaixado entre rosários de outeiros e de montes, atravessada por um ribeiro, uma linha de água do tipo torrencial que começa nas encostas de Sobradais (na vizinha povoação de Santo Amaro) e vai juntar-se ao ribeiro de Murça para terminar no rio Douro.
Os vestígios de atividades humanas encontrados no “castro” das Campanas e no sítio arqueológico do Castelo Velho permitem concluir que o povoamento do território que atualmente integra o termo desta freguesia terá começado na pré-história recente, ou mais concretamente no Calcolítico. Noutros sítios arqueológicos, como Aldeia Velha, Cruzinha (ou Necreal) e Sambado, ficaram testemunhos da civilização romana e da era medieval. Entre os instrumentos encontrados por Sá Coixão nas Campanas, avultam 12 mós manuais, sendo 11 mós dormentes (fixas ou “mós debaixo”) e apenas uma mó movente (ou andadeira). Também no Castelo Velho foram encontrados fragmentos em granito de ambas as mós.
E depois da fixação da população na margem direita do ribeiro, a herança e a provável prevalência das mós manuais contribuíram para perfilhar a hipótese delas poderem estar na origem do topónimo “As Mós”, já que, como escreveu Sousa Viterbo, “se usavam para moer onde não havia moinhos de água”.
Esta forma composta do topónimo tem como principal sustentação a secular grafia com que foi identificada a povoação, como comprova, por exemplo, uma procuração que remonta a 1380, passada pelos homens mais notáveis do vetusto concelho de Numão, nomeando “Joham Annes das moos“ como “lydimo avondoso procurador autor e mensageiro especial” para, nas cortes realizadas em Torres Novas, votar na eleição de D. Beatriz para suceder ao seu pai, o rei D. Fernando.
O facto de o concelho de Numão (tal como muitos outros) ter apoiado esta sucessão legitimista, fez com que D. João I viesse a puni-lo, entregando o senhorio de todo o território concelhio ao poderosíssimo Conde de Marialva e seus descendentes. E só voltaria a ficar ligado à coroa no reinado de D. Manuel I.
Em 1527, D. João III ordenou o primeiro “numeramento” da população portuguesa que totalizava, então, 1 200 000 habitantes, tendo o lugar das Moos 52 moradores. Cerca de dez anos depois, a 14 de março de 1537, este mesmo rei pediu e obteve do Papa Paulo III permissão para unir a igreja das Mós à Universidade de Coimbra, uma administração que viria a durar cerca de trezentos anos. Durante o tempo que durou o padroado universitário a freguesia, do ponto de vista religioso, foi bastante beneficiada: em 1566, passou a ser sede de vigararia; em 1655, foi reconstruída a capela de Santo António e em 1793, a antiga capela de Nossa Senhora da Graça foi ampliada, decorada e transformada na igreja matriz, substituindo a velha igreja, que acabou quase isolada no “Cimo do Povo”, funcionando como cemitério a partir de 1836.
Em 1758, por ordem do Marquês de Pombal, foi requisitada ao “vigario de Asmos” a elaboração dum relatório que na parte introdutória, esclarece: “Este lugar e Freguezia de Asmos hé da Província da Beyra Alta, Bispado de Lamego, Comarqua de Pinhel, Termo da villa de Freyxo de Numão.” E na resposta à 3ª pergunta, responde: “os vizinhos e moradores que tem sam cento, e onze, e o numero de pessoas entre mayores, e menores sam trezentas e dezasepte.”
A efetiva transferência da sede do concelho de Numão para Freixo acontecera cerca de cem anos antes, ou seja, em meados do século XVII. Aqui foram assentando arraiais grupos sociais dominantes, incluindo os mais ricos e poderosos proprietários do termo das Mós. E foi um destes senhores que mandou construir, em finais do século XVIII, o único edifício brasonado da povoação, o “Chalé” situado na Portelinha, e não um dos riquíssimos Viscondes de Asseca. Este edifício viria a ficar conhecido como “Casa do Campinhos”, por ter sido adquirido, em meados do século XIX, pelo conhecido “clã” fozcoense Campos ou Campos Henriques, que tinha como corifeu Francisco António de Campos Henriques, o 1.º Barão de Vila Nova de Foz Coa. Uma aquisição que se teria ficado a dever ao facto de Mós ser um dos poucos locais onde não chegaram as funestas consequências das terríficas convulsões políticas e sociais que afetaram Vila Nova de Foz Coa e a maior parte da terras vizinhas (e não só) durante o período das Lutas Liberais.
Por Decreto de 31 de dezembro de 1853, foi extinto o concelho de Freixo de Numão e a partir de 1854 a freguesia das Mós passou a depender judicial e administrativamente do concelho (atual município) de Vila Nova de Foz Coa. E dentre as 11 freguesias anexadas, com um total de 1169 fogos, as Mós, com 112, era a quarta com maior número de habitações, antecedida pela de Numão com 117 fogos.
A partir de meados de abril de 1855, este alargado concelho foi invadido pela epidemia da “cólera morbus” ou febre amarela. Altamente contagiosa e mortífera, arrasou a população das Mós, cobrindo-a de luto, já que ceifava a vida a uma de cada grupo de três pessoas infectadas. Tendo atingido o auge em Agosto, a calamidade amainou logo nos primeiros dias de Setembro, facto que foi considerado um milagre, atribuído à intervenção da Mãe de Jesus. E a partir de então, a festa anual ao padroeiro S. Pedro passou a ser substituída pela festa grande a Nossa Senhora da Soledade, realizada no 3º domingo de Setembro, depois da vinda da respectiva imagem (de roca) assente num andor com o formato dum barco.
Quase trinta anos depois, teve lugar um acontecimento decisivo para a gente das Mós: a construção do troço da linha do Douro, entre a Quinta do Vesúvio e o ribeiro da Bulha, numa extensão de 21 km.
A primeira consequência foi a criação do lugar de Freixo – Mós, que até 1880 era apenas um simples passadoiro de quem embarcava ou desembarcava na secular Barca de passagem no rio Douro. Quem deu início à sua profunda transformação foi o dinâmico mosense António Augusto de Oliveira Mendes e a sua equipa de trabalhadores, que começaram por converter um pardieiro que ali existia num edifício onde funcionaria o único estabelecimento, numa área de alguns quilómetros, destinado a servir de apoio logístico a várias dezenas de trabalhadores que se ocupavam nas obras do caminho de ferro. Com os lucros obtidos foi construindo um conjunto de 30 casas, montando em algumas oficinas (entre elas uma forja), servindo outras para abrigar os obreiros recrutados. Depois, foi comprando e juntando terrenos onde viria a fundar a conhecida Quinta do Torrão e a capela de Santo António do Torrão, com um pequeno adro rodeado de grades e portão de ferro, formando um belo conjunto, que acabou por ser demolido quando ali foi construído o terminal da estrada nacional 324.
A partir de 10 de janeiro de 1887, começou a circular o comboio entre o Pocinho e Campanhã, com paragem na estação de Freixo - Mós (assim designada até 1927), rompendo um secular isolamento, ligando a povoação às regiões do litoral, desde sempre mais abertas a novas influências civilizacionais e permitindo, acima de tudo, uma decisiva mobilidade geográfica e com ela o desenvolvimento duma mobilidade socioprofissional que começou por fazer das Mós uma terra de muitos ferroviários, para depois permitir o ensejo de alguns ingressarem em empregos no litoral, mormente, no Porto; ocasionado, ainda, que outros optassem pela emigração intercontinental, sobretudo, para o Brasil e para a África.
Além de grande empreendedor, Oliveira Mendes foi a maior benemérito das Mós e da sua gente. Bastará referir que: despendeu avultadas somas na canalização da água da fonte de Nogueira até ao “Cano”, que ainda hoje se mantém no centro da povoação; cedeu um edifício mobilado e devidamente apetrechado com o material didático, para nele funcionar a primeira escola do sexo feminino e socorreu os seus conterrâneos mais necessitados. Pelo seu grande altruísmo, foi justamente louvado pela primeira junta de freguesia republicana e homenageada a sua memória em 17 de Setembro de 1978; tal como já havia sido a de outro grande vulto da história das Mós, o seu contemporâneo e primeiro professor da escola do sexo masculino, José António Saraiva, ambas por iniciativa do ilustre mosense Dr. Joaquim Castelinho.
Na noite de 15 de fevereiro de 1941, um terrifico ciclone assolou todo o País e nas Mós, para além de prejuízos individuais, deixou toda a gente consternada por ter derrubado o Olmo do Terreiro. Tão frondoso era que a sua copa cobria, praticamente, todo o Largo. E a consternação foi tal, que o povo lhe dedicou uns versos que terminavam assim: “Ó homens, não choreis mais / Pelo Olmo do Terreiro,/ Que caiu... não volta mais!”
Mas voltou! Graças à tenacidade do então secretário da Junta, António Gaspar, que conseguiu o empréstimo do macaco que nas Oficinas do Pocinho estava destinado a levantar locomotivas. E o Olmo, após um grande desbastamento, foi erguido com a ajuda de novos, de velhos e rodeado dum pequeno muro. E durante cerca de meio século, continuou a abrigar todos os que procuravam a sua generosa sombra.
Foi neste mesmo ano que chegou às Mós a “febre do minério” que viria a inverter o acentuado decréscimo demográfico verificado na década anterior. Com o deflagrar da 2ª Guerra Mundial, a grande maioria dos agricultores mosenses virou volframista. E para além de residentes, esta opção viria a ser tomada, também, por alguns ausentes há vários anos, que vieram em busca do “eldorado”. Portanto, uma das primeiras e mais significativas consequências da “febre do minério” foi o aumento da população residente, que terá crescido cerca de 40%, ultrapassando um total de mil habitantes. Mas este histórico e provisório crescimento populacional ficou a dever-se menos ao retorno de mosenses e mais à fixação (quase toda transitória) de várias dezenas de famílias oriundas de zonas mais populosas do Alto Douro. Os seus homens vieram para trabalhar, sobretudo, na construção civil, já que naqueles breves quatro anos se construíram ou reconstruíram mais casas do que anteriormente acontecera em 2 ou 3 séculos da multissecular história da freguesia das Mós.

## Toponímia das Mós
Quase sempre a palavra Toponímia aparece a encimar uma lista de nomes geográficos relativos a uma determinada área geográfica. Mas aqui ela aparece a anunciar a intenção de contribuir para o esclarecimento da origem ou significado etimológico de alguns dos sítios da povoação das Mós e do seu termo, tentando “ler” o que cada palavra nos revela e, em certos casos, procurar encontrar explicação para os fenómenos relacionados com alguns dos nomes mais singulares, fundamentado na investigação de especialistas, distinguindo esta fundamentação da mera divagação toponímica. Em muitos casos, o sentido primitivo dum topónimo aparece-nos sob a forma de um substantivo ou nome comum, que pode ou não ter um carácter descritivo. Outras vezes, é um nome próprio, geralmente o nome de alguém que num tempo mais ou menos remoto foi dono duma propriedade existente nesse sítio. Neste singelo ensaio poderemos verificar que na nomenclatura geográfica das Mós avultam os nomes relacionados com os rosários de montes e vales que envolvem a povoação e encaixam outros sítios do seu termo. E cada uma destas designações mais não é do que a definição do respectivo fenómeno geomorfológico, pertencendo a respectiva terminologia à Geomorfologia ou Geografia Física.
Tratando-se aqui da Toponímia das Mós, terá inteiro cabimento começar por referir (mais uma vez) este topónimo. Quem se deu ao trabalho de ler outros meus escritos, nomeadamente o que veio publicado na Revista “COAVISÃO“ N.º 5, sabe que eu defendo a ideia de que o nome desta povoação terá origem no facto de em tempos antigos aqui terem prevalecido as mós manuais, ou “móos de braço”, como antigamente de dizia. Mas volto à carga para começar por dizer que não conheço topónimo que tantas vezes tenha “mudado” de grafia. Efetivamente, depois da fórmula medieval As Moos, tem sido designada de maneiras tão díspares, como: Asmos, As Mós, As Moz, Moz, Mós e, ainda, Mós do Douro.
No “Bosquejo Histórico das Mós” exprimi a opinião que me parece mais consensual, escrevendo: “Mós, ou As Mós como também é conhecida”, rejeitando o seguidismo de lhe chamar Mós do Douro.
Embora sendo um indefectível dourófilo, sempre considerei extravagante acrescentar-lhe este potamónimo, assim classificado por ser um nome geográfico cujo étimo mais remoto designava, apenas, o Rio. Tem a sua origem num vocabulário pré-romano, já que enraíza no radical céltico DW ou "DWR", «água» (ou água corrente) documentável no irlandês "dur". Os autores gregos da Antiguidade chamaram-lhe Dorios e na língua latina passou a ser Durius. Em suma: o étimo remoto está naquele radical céltico e o étimo próximo no latim Dorius (variante de Durius). Como demonstra o nome que tomou com o aparecimento da língua portuguesa: Doyro e (mais tarde) Doiro ou Douro.
Também o nosso topónimo Penafria apresenta o elemento toponímico celta Pen que está na raiz do latim Pinna e aportuguesado deu Pena, significando penha, penhasco, penedo, pedra, cabeço, etc.. (No galês actual, pen significa cabeça), Temos então no nosso topónimo Penafria um nome céltico-latino: Pen e o latim frígida. Penafria significará, à letra: penha (fraga) fria.
O nosso conhecido Moninho que é considerado, pela generalidade dos autores, como tendo a origem no antropónimo (nome de pessoa) germânico (suevo ou visigótico) Munnius, Mas o etimologista, J. Pedro Machado, escreveu: "Também há a hipótese de se dever a nome ibérico de pessoa Munus, Muna."
Com proveniência em étimos latinos temos nomes como Freixo e Freixieiros. Segundo o que apurou José Leite de Vasconcelos, em " Textos Arcaicos" (pág. 203), aquele apresenta a seguinte série fonética:" fráxinu-(=frácsinu) > Fréiseno> > Fréixeno = Fréixeo > Freixeo > Freixo. E Freixieiros <man =" homem">
Chousas (ou Choisas) do nosso topónimo Vale das Chousas ou Vale das Choisas (como diz a gente das Mós) vem do latim Claudo e empregava-se para designar terras que serviam para pastagens de gado, aparecendo também como sinónimo de corte, curral, redil, etc., onde o gado pernoitava. Viterbo, no Elucidário (pág. 99) apresenta Chousa como sinónimo de tapada.
Também do latim palumba (pomba brava) provém o prefixo pomb que com o sufixo eira deu o topónimo Pombeira. E Pombal, com o sufixo al, depois de ter passado por Palumbar (como ainda hoje se diz em mirandês). Este topónimo dever-se-á, certamente, ao característico pombal circular que, até ao início dos anos 40 do século o XX, existiu no princípio da empinada e longa encosta que se estende até ao Ninho do Corvo. E quanto à origem do nome Monte da Pombeira, será que se deve a alguma numerosa colónia de pombas bravas que por lá existiu?
Também do nome duma ave deriva o topónimo Vale Minhoto, que vem de minhoto (milhafre) ave de rapina.
Vale Manfonso e Vale Mampaz, são dois topónimos com elementos de origem germânica (sueva ou visigótica). No primeiro, Vale Man-Fonso, temos: Vale (vulgaríssimo na nossa toponímia) está filiado no latim Valle; Man no gótico Manna, homem, (tal como em Mangualde) e Fonso, grafia medieval de Afonso, nome também de origem germânica. Portanto, Vale Manfonso significaria (à letra): Vale do Homem Afonso. O erudito Dr. Pedro Augusto Ferreira (Abade de Miragaia) também nos fala do elemento man, incorporado na composição do gentílico normando: nort + man = homem do norte.
No segundo topónimo a única diferença está no sufixo paz, do latim pace.
Se me é permitido divagar um pouco, diria que Mampaz faz lembrar Mampastor que no português antigo significava juiz, responsável pela justiça, sendo levado a pensar que Mampaz poderia significar homem ou juiz de paz. E continuando a divagar, será lícito imaginar que tanto este como aquele Afonso seriam os principais proprietários em cada um dos vales. "Se non é vero é bene trovato"…
Depois da influenciação sueva e visigótica, entre os séculos V e VII, veio a influência árabe, como consequência do domínio muçulmano. Nas Mós temos uma rua chamada da Atafona, dada a existência de um moinho de moer sumagre. Aquele nome provém do vocábulo árabe tahona. De origem árabe é, também, o nosso topónimo Cadima que provém de qadimu, cadîma. Antigamente chamava-se cadima ao que era público: caminhos, estradas e cadimas às terras agora designadas maninhas.
Um étimo árabe muito curioso para nós é Jabolon (monte), donde provém o nosso Janvão e donde deriva também o nome comum jabali, que deu na língua portuguesa javali, animal antigamente mais conhecido nas Mós pelo nome de porco-montês.
Mas a maioria dos nomes geográficos das Mós foram sendo formados com os recursos da nossa própria língua, descrevendo, sobretudo, acidentes geográficos, quase sempre relacionados, como ficou dito, com os rosários de montes que encaixam a povoação e, duma maneira geral, todo o seu termo: montes, vales, portelas, etc. Designações que ocupando grande parte da nomenclatura toponímica das Mós, derivam, algumas delas, de antiquíssimos arcaísmos. Lembro aqui do topónimo Selada que vem do arcaísmo Sellada. Olhando atentamente a cordilheira de montes que termina no Alto da Selada verificamos que a respectiva lombada, muito empinada, chega àquele ponto e quebra, formando um escalão. Este sítio mais baixo do monte é atravessado pelo caminho estreito e ziguezagueante, por onde se passa de um para o outro lado do monte. E porque se apresenta como uma depressão oblongada, faz lembrar a curvatura duma gigantesca sela. E desta parecença derivará o topónimo.
Para além da correnteza de montes que incorpora o Alto da Selada outros montes há que, encaixando a povoação, estão seperados por vales. E quando estes se apresentam como sítios de passagem (mais ou menos estreita) entre dois montes, são designados portelas, sendo a mais conhecida a Portela, situada entre os montes de Santa Bárbara e da Pombeira. Sobranceira ao Vale de Trigo, foi em tempos (não muito distantes) ponto de passagem indispensável para quem se dirigia para a Estação de Freixo, para o Rio Douro e para outros destinos.
Mas além desta, na Toponímia das Mós existem mais de uma dúzia de topónimos que integram o elemento Portela que, em alguns casos, não representa mais do que um desfiladeiro. Portela tem o Lameirão que, etimologicamente, quer dizer grande lameiro. Nunca por lá vi nenhum lamaçal, mas sim frondosos olivais, amendoais, hortas e alguns pastos para o gado, durante uma parte do ano. Riqueza económica, botânica e ambiental que a acção negligente ou mesmo criminosa de alguns acabou por destruir.
Já vimos que Penafria deriva de penha ou penedo; da fenda duma fraga donde brote água, deriva o nosso topónimo Gricha, apresentado em raros dicionários como regionalismo.
Barreira significará encosta, outeiro, cabeço. Cabeço, por seu turno, pertence ao número de vocábulos que se relacionam com o corpo humano, adquirindo uma significação geográfica (metafórica), como é o caso do Cabeço da Negra.
Etimologicamente o termo Toponímia significa o estudo histórico e linguístico da origem e da evolução dos nomes próprios dos diversos lugares. Quando este estudo é destinado a uma aldeia rural e recôndita como a nossa, no sistema de referenciação geográfica predominam topónimos com origem em substantivos comuns ou nomenclaturas de disciplinas como a Geografia Física (como já ficou dito), a Botânica, a Zoologia, a Geologia, etc. Mas também temos um pequeno número de topónimos que para além do seu significado geográfico, testemunham a evolução “urbanística” da povoação, ou revelam outros factos sociais e históricos da vida comunitária mosense dignos de registo. É de alguns deles que vou começar por me ocupar.
Vejamos o caso do Cabo d`Aldeia (Cabo vem do latim vulgar capu e Aldeia do árabe aD-Dai`â). Como é sabido, atualmente, Cimo do Povo e Fundo do Povo designam duas extremidades do casario das Mós, mas durante séculos, o Cabo d`Aldeia era o fundo, uma extremidade da povoação. Os factos sociais e históricos que progressivamente acabaram por colocar este sítio num ponto sensivelmente equidistante do Cimo e do Fundo do Povo ficaram explicitados no meu trabalho “Um Motim nas Mós”.
Como também ali ficou escrito, durante muitos séculos, o casario mosense esteve concentrado em redor da igreja “do Apóstolo S. Pedro”, que a partir de 1836 foi transformado no actual cemitério. Este antigo aglomerado ficou para sempre designado por Castelo (derivado do latim Castellu), topónimo que atualmente dá nome à rua que atravessa a Lajinha (diminutivo de laja, laje), – vizinha do sítio onde foi edificada a sede da nossa briosa Associação e do futuro “Centro de Dia” – nome da rua que abrange também o velho recinto do Tronco, onde antigamente eram ferrados os animais.
A pouco mais de 100 metros do Tronco fica o Terreiro (do latim terrarius), espaço largo e plano, situado no centro da povoação e que ao longo dos séculos teve as mais diversas utilizações sociais, avultando o seu incomparável e secular préstimo como local de convívio quase permanente de mosenses e de visitantes do sexo masculino, e também um espaço ao ar livre e arborizado, onde sempre tiveram lugar não só a maioria dos episódios dos arraiais da Festa anual, mas também a realização de outros incontáveis folguedos.
Sobranceira ao Terreiro e ao Cabo d`Aldeia fica a Rua do Forno (do latim furnu ou fornu), cuja importância histórica reside no facto de ali permanecer (restaurado) o Forno Comunitário e de, mais adiante, permanecer erguida (e também restaurada) a casa particular onde a professora D. Maria do Carmo Almeida chegou a dar aulas a várias dezenas de alunos em cada ano lecctivo, nos anos do histórico crescimento demográfico das Mós, ou seja, entre 1935 e 1944. Foram nove penosos anos em que o Salazarismo manteve encerrada a agora designada “Escola Velha”, depois de ter sido preso um professor por motivos políticos.
Escola Velha designa o sítio onde foi erguida, nos anos 70 do século XIX, a primeira escola masculina das Mós. Mas ali deveriam ser afixadas duas placas (no largo e na rua) onde figurasse o nome do Professor José António Saraiva, homenageando-se assim a memória de alguém que sendo o primeiro professor que ali deu aulas, foi, além de insigne pedagogo, um exemplar cidadão e, durante décadas, membro da Junta de Freguesia. Seria um ato de gratidão semelhante ao que aconteceu com a memória do sempre lembrado Dr. Castelinho.
A Escola Nova (agora também desativada) foi construída no fim da primeira metade do século XX, num terreno situado para além da capela de Santo António e do Fundo do Povo e mais distante, ainda, ficariam as amplas instalações da Junta de Freguesia das Mós, construídas depois do 25 de Abril. Estas modernas construções valorizaram muito a Rua de Santo António, embora antes delas fosse já um dos sítios mais significativos da povoação, por nela ter sido edificada há séculos a capela de Santo António. Sobre o étimo do respectivo topónimo, julgo que será interessante referir que quando Fernando Martim de Bulhões resolveu tornar-se frade franciscano (talvez em 1220), adoptando, em Itália, o nome de religião Anthonii, ainda não existia na antroponímia portuguesa o nome António.
Por cima da Rua do Forno fica a Rua do Chalé, onde está situado um edifício brasonado cuja “história” ficou amplamente contada na minha crónica “O Antigo Chalé das Mós ou Casa do Campinhos”.
Além de uma dezena de topónimos “urbanos” com algum interesse social e histórico, na toponímia rústica mosense existem cinco dos chamados topónimos arqueológicos, a saber: Aldeia Velha, Cruzinha, Campanas, Castelo Velho e Necreal com raiz no grego nekró e relativo ao sítio onde eram sepultados cadáveres, antes da existência da igreja do “Apóstolo S. Pedro”.
Em alguns destes sítios foram referenciados vestígios arqueológicos, outros embora com poucos ou nenhuns destes vestígios, são igualmente considerados topónimos arqueológicos.
Prosseguindo um propósito começado no escrito agora continuado, vou apresentar mais alguns topónimos fundamentados em patronímicos:
Janalves – tem origem na contração de Janes com o apelido Alves (Janes ou Jannes é uma alteração de Joannes> Johanes, ou seja: Joannes> Joanes> Janes> Jane + Alves = Janalves);
Aquele elemento antroponímico entra também na formação do nosso topónimo Gonçalo Joanes, (nome pelo qual ficou conhecido o viaduto ferroviário que atravessa a “foz” do Pigarro);
O mesmo prefixo (abreviado) integra também o topónimo Jampires, só que neste caso a contração é com Pires
Passemos a nomes geográficos que têm a sua proveniência nas configurações dos terrenos, nos acidentes geográficos ou na natureza dos solos:
Atalho – antes de transformado em bairro, era um sítio ladeirento e pedregoso que se erguia a partir de um caminho (agora um troço de estrada) que ali fazia uma curva larga para tomar o rumo Sul. O topónimo deriva de um carreiro enviesado que atravessava a colina, permitindo aos andantes mais apressados encurtar a distância entre dois pontos do referido caminho;
Colado – passagem larga entre montes e outeiros;
Costa – rua ladeirenta das Mós e que (tal Cabeço) pertence ao número de vocábulos metaforicamente relacionados com o corpo humano, com uma significação semelhante a encosta;
Portelinha – diminutivo toponímico de Portela que, por sua vez, deriva do latim portella;
Porto – este topónimo mosense significa “porta de entrada”, vau de um ribeiro, onde se passava a pé, ou a cavalo numa besta;
Torrão – por terrão, terreno arável.
Topónimos botânicos com formação adjectival:
Carrascal corresponde a mata de carrascos ou carrasqueiras, sendo o substantivo comum carrasco “um vocábulo pré-romano, talvez de origem ibérica”;
Sobradais – o mesmo que sobrais plural de sobral (de sobro+sufixo al) o mesmo que sobreiral que designam um conjunto de sobros ou sobreiros do latim suber, eris.
Carvalhal – do latim Carbaliaes, carva
Cardeira e Cardal – deriva de cardo do latim carduus ou cardus
Fieital – sítio onde crescem fieitos ou fetos de várias espécies.
Zambulheira (= Zambujeira), derivado do substantivo comum zambujeiro, espécie de oliveira brava.
Zoónimos ou nomes geográficos relacionados com animais temos, entre outros:
Pintainho, Vale da Cabra (do latim Capra); Corujeiras – sítio penhascoso com pinheiros onde, certamente, sempre se acoitaram corujas.
No Fundo do Povo temos o topónimo Curral, porque se trata dum recinto onde, em tempos passados, se juntava e recolhia o gado. Curral tem como étimo remoto o latim currale.
A maioria dos topónimos referentes à Geologia estão relacionados com a atividade mineira, mormente ligada à extração de volframites e da scheelite, como são: os Filões (que incluía outros no sítio da Gricha); menos conhecidos são os topónimos Minas, Portela das Minas; Chão Grande, etc.
No nosso património não temos pelourinho, nem cruzeiros, nem outros monumentos para figurarem na nossa Toponímia. Mesmo as Alminhas, no caminho do Colado, no lugar dum painel representando as almas dos mortos penando no Purgatório, está uma singela cruz pintada numa lajinha colocada no fundo dum nicho embutido numa tosca parede de xisto. O nosso motivo de orgulho está nos cenários de presépio que encaixam o casario e foi também, durante mais de um século, o donairoso Olmo do Terreiro, verdadeiro ex-libris das Mós, que ao secar nos deixou a chorar, como se um parente muito próximo nos morrera.